# Masacre (groupe colombien)
Pour les articles homonymes, voir Masacre.
Masacre est un groupe de death metal colombien, originaire de Medellín.

## Biographie
Le groupe est formé en 1988. La première démo est publiée en 1989 sous le nom de Colombia… Imperio del terror, suivie de la seconde démo, l'année suivante, sous le nom de Cáncer de nuestros días. En 1991, sort l'EP Ola de violencia. C'est le label français Osmose Productions qui attire l'attention du groupe, et publie leur premier album Requiem la même année,. Le groupe part ensuite en tournée en Colombie, en Équateur, au Venezuela et au Pérou.
En 1992, le groupe participe à un split sur lequel il participe à la face Ola de violencia, avec deux morceaux live,. En 1993 sort l'EP Barbarie y sangre en memoria de Cristo chez Mórbida Productions. Dans la même année, le batteur Mauricio « Bull Metal » Montoya quitte Masacre et forme le groupe de black metal Typhon ; apparemment, Masacre manquait de brutalité, ce qui explique pourquoi Osmose Productions a dû mettre fin à son contrat avec le groupe. Puis, en 1996, l'album Sacro sort au label Lorito Records. Il est suivi par des concerts en Colombie et au Venezuela. Après cette tournée, le groupe joue en Équateur.
En 1999, sort trois chansons qui apparaîtront sur le dernier album, Muerte verdadera muerte. En juin, le label argentin Hurling Metal Records publie leur compilation live. Tribulación Records pubie également une compilation contenant une chanson de Barbarie y sangre en memoria de Cristo. 
En 2001, Decade Records signe le groupe et sort l'album Muerte verdadera muerte. La sortie est suivie d'une tournée en Colombie, au Venezuela et en Équateur, qui se poursuit en 2002. Au cours de la tournée, le groupe écrit un nouvel album. Il sort en 2004 sous le titre Total Death. L'album est produit, mixé et masterisé par Erik Rutan (Hate Eternal, ex-Morbid Angel) aux Mana Recording Studios à Tampa, en Floride. La sortie est suivie par une tournée sud-américaine avec des représentations en Colombie, au Venezuela, en Équateur, au Pérou, en Bolivie, en Argentine et au Chili.

## Style musical
Le groupe joue du death metal classique, qui a souvent été comparé du Morbid Angel,.

## Discographie
- 1989 : Rehearsal (démo)
- 1989 : Colombia… Imperio del terror (démo)
- 1990 : Cáncer de nuestros días (démo)
- 1991 : Ola de violencia (EP)
- 1991 : 1989 : Requiem (Osmose Productions)
- 1992 : Tormenting Holy Flesh / Ola de violencia (split avec Profanatica,  Osmose Productions)
- 1993 : Barbarie y sangre en memoria de Cristo (EP, Mórbida Productions)
- 1996 : Sacro (Lorito Records)
- 2001 : Muerte verdadera muerte (Decade Records)
- 2004 : Colombia… Imperio del terror / Cáncer de nuestros días (compilation, Obliteration Records)
- 2004 : Total Death (Hateworks Records)
- 2010 : Sepulcros en ruinas Rehearsal 1989 (compilation, Paranoia Productions)
- 2011 : 20 Years of Death (DVD)
- 2012 : Metal Medallo Attack (compilation, Nuclear War Now! Productions)
- 2017 : Evil Death Live! (album live)